# Особливо небезпечні...
«Особливо небезпечні…» — радянський художній фільм 1979 року, знятий на Одеській кіностудії за мотивами повісті Юлія Файбишенка «Рожевий кущ».

## Сюжет
Дія відбувається в одному з південних міст за часів НЕПу. Убитий відомий доктор і його дружина, пограбований Шварц, який живе навпроти. Бандити шукали золото. Потім відбувається диверсія на заводі. Чекісти дізнаються, що в усьому замішана людина, що видає себе за комерсанта Беспалого, він же поручик Воронов, він же «Чалий» — ватажок банди. Самовідданими зусиллями молодих оперативників банду вдається знешкодити.

## У ролях
- Віктор Жиганов — Віктор Климов
- Микола Сектименко — Селезньов
- Анатолій Скорякин — Міша Гонтар
- Володимир Віхров — Стас Ільїн
- Євген Стежко — Сілін
- Борис Невзоров — Степан Спиридонович Клич, начальник карного розшуку
- Тетяна Друбич — Таня Шевчук
- Лев Дуров — Потапич, криміналіст-фотограф
- Зиновій Гердт — Шварц, ювелір
- Олена Івочкіна — Вікторія Клембівська
- Борис Гусаков — Вадим Беспалов («Чалий»)
- Тимофій Співак — Костянтин («Красень»)
- Михайло Водяной — Арнольд, господар ресторану
- Валентин Букін — Тюхін Павло Матвійович, бандит
- Людмила Ларіонова — Анастасія Деревянкина, п'яна жінка в ресторані
- Віталій Матвєєв — вусатий, підручний Красеня
- Олексій Горячев — Ферзь
- Лідія Полякова — дружина Шварца
- Георгій Банников — хуторянин
- Іван Пайтина — епізод
- Валерій Бассель — Куций
- Лариса Грінченко — матуся
- Анатолій Фоменко — Афоня
- Валентина Клягіна — епізод

## Знімальна група
- Режисер-постановник: Суламбек Мамілов
- Сценаристи: Едгар Смирнов, Суламбек Мамілов
- Оператор-постановник: Геннадій Карюк
- Художник-постановник: Олександр Токарев
- Композитор: Володимир Мартинов
- Режисер монтажу: Валентина Олійник
- Режисер: Геннадій Тарасуль
- Оператори: А. Шинков, Є. Баранов
- Звукооператор: В. Богдановський
- Художник по костюмах: Л. Каширська
- Художники по гриму: Володимир Талала, Н. Амеліна
- Художник-декоратор: А. Денисюк
- Редактор: Анатолій Демчуков
- Оркестр Держкіно СРСР, диригент — Костянтин Крімець
- Директор картини: А. Сердюков